# Trigonoptera transversefasciata
Trigonoptera transversefasciata es una especie de escarabajo longicornio del género Trigonoptera, tribu Tmesisternini, subfamilia Lamiinae. Fue descrita científicamente por Gilmour en 1949.

## Descripción
Mide 12,5-17,5 milímetros de longitud.

## Distribución
Se distribuye por Papúa Nueva Guinea.